# Гафанья-ду-Карму
Гафанья-ду-Карму (порт. Gafanha do Carmo) — район (фрегезия) в Португалии, входит в округ Авейру. Является составной частью муниципалитета Ильяву. Находится в составе крупной городской агломерации Большое Авейру. По старому административному делению входил в провинцию Бейра-Литорал. Входит в экономико-статистический субрегион Байшу-Воуга, который входит в Центральный регион. Население составляет 1758 человек по состоянию на 2011 год. Занимает площадь 6,01 км².
Покровителем района считается Дева Мария (порт. Nossa Senhora do Carmo).

## Население
Динамика населения с 1960 по 2011 год:
| 1960 | 1970 | 1981 | 1991 | 2001 | 2011 |
| ---- | ---- | ---- | ---- | ---- | ---- |
| 1320 | 1496 | 1586 | 1359 | 1521 | 1758 |